# Agapito Aquino
Agapito "Butz" Aquino (Manilla, 20 mei 1939 – San Juan, 17 augustus 2015) was een Filipijns topman en politicus. Aquino was een jongere broer van senator Benigno Aquino jr. Hij speelde een belangrijke rol in de EDSA-revolutie die in 1986 een einde maakte aan het dictatoriale bewind van Ferdinand Marcos

## Biografie
Butz Aquino werd geboren op 20 mei 1939 in de Filipijnse hoofdstad Manilla. Hij was een zoon van politicus Benigno Aquino sr. en Aurora Aquino en een jongere broer van senator Benigno Aquino jr.. Aquino voltooide een Bachelor-diploma elektrotechniek aan het Mapua Institute of Technology. Na zijn studie was Aquino werkzaam in het Filipijnse bedrijfsleven. Hij was onder meer voorzitter van de raad van bestuur van diverse bedrijven, waaronder Mofire Fiberglass, General Film Productions Philippines and Concepcion Rural Bank
Na de moord op zijn broer en oppositieleider Benigno Aquino jr. bij diens terugkeer in de Filipijnen op 21 augustus 1986 speelde Aquino een belangrijke rol bij de feller wordende protesten tegen het dictatoriale bewind van president Ferdinand Marcos. Hij organiseerde onder meer een protestmars van “Tarlac to Tarmac” en enkele protestbijeenkomsten met confetti in op Ayala Avenue in Makati. Ook richtte hij enkele dagen na de moord samen met onder meer Antonio P. Gatmaitan, Wilfredo L. Enverga, Arturo Macapagal, Ramon Magsaysay jr en Jejomar Binay de  August 21 Movement (ATOM) op en was hij een van de oprichters van BANDILA (Bansang Nagkakaisa sa Diwa at Layunin). Naast zijn carrière in het bedrijfsleven, was Aquino ook diverse malen te zien in bijrollen in Filipijnse films.
In 1986 speelde Aquino een belangrijke rol bij het begin van de EDSA-revolutie, toen hij op 22 februari van dat jaar, als een van de eerste prominenten het Filipijnse publiek opriep om de belegerde opstandelingen onder leiding van generaal Fidel Ramos en defensieminister Juan Ponce Enrile te komen steunen. Vier dagen later zag president Ferdinand Marcos zich door de grote publieke politieke druk gedwongen om het land te verlaten. Hierop werd Corazon Aquino, de schoonzus van Butz Aquino beëdigd tot nieuwe president. 
In 1987 werd Aquino bij de eerste verkiezingen na het herstel van de democratie gekozen als lid van de Senaat van de Filipijnen. Bij de verkiezingen van 1992 werd hij voor drie jaar herkozen. In de Senaat was hij onder meer voorzitter van de senaatscommissie voor landbouw, publieke voorlichting en massamedia. Ook was hij indiener van wetten als de "Cooperative Code", "Magna Carta for Small Farmers" and "Seed Act". Ook was hij een van de twaalf senatoren die tegen een verlenging van de aanwezigheid van de Amerikaanse militaire basissen stemden. Nadien was hij gedurende drie termijn van Van 1998 tot 2007 lid van het Filipijns Huis van Afgevaardigden als afgevaardigde namens het kiesdistrict van Makati. Bij de verkiezingen van 2010 deed hij een gooi naar de positie van burgemeester van Makati. Hij verloor echter van Jejomar Erwin Binay jr., een zoon van vicepresident van de Filipijnen Jejomar Binay.
Na zijn politieke loopbaan had Aquino nog rollen in de films Palos in 2008 en I Heart You Pare in 2011.
Aquino overleed in 2015 op 76-jarige leeftijd in het Cardinal Santos Medical Center in San Juan. Hij was getrouwd met Nena Mendez en kreeg met haar drie kinderen. De familie Aquino is een van de prominente families in de politiek in de Filipijnen. Zo waren zowel zijn schoonzus Corazon Aquino als zijn neef Benigno Aquino III president van de Filipijnen. Zijn zus Teresa Aquino-Oreta en zijn neef Bam Aquino werden net als Butz Aquino zelf gekozen in de Senaat. Zijn oom Herminio Aquino was onder meer minister en lid van het Filipijns Huis van Afgevaardigden.